# Гавриловский 2-й сельсовет
Гавриловский 2-й сельсовет — муниципальное образование со статусом сельского поселения в составе Гавриловского района Тамбовской области Российской Федерации
Административный центр — село Гавриловка 2-я.

## История
В соответствии с Законом Тамбовской области от 17 сентября 2004 года № 232-З установлены границы муниципального образования и статус сельсовета как сельского поселения.
В соответствии с Законом Тамбовской области от 24 мая 2013 года № 271-З в состав сельсовета включён упразднённый Гавриловский 1-й сельсовет.

## Население
| 2010  | 2012  | 2013  | 2014  | 2015  | 2016  | 2017  |
| ----- | ----- | ----- | ----- | ----- | ----- | ----- |
| 3102  | ↘3084 | ↗3085 | ↗4053 | ↘3994 | ↘3936 | ↗3956 |
| 2018  | 2019  | 2020  | 2021  |       |       |       |
| ↘3890 | ↘3782 | ↘3747 | ↘3516 |       |       |       |

## Состав сельского поселения
| №  | Населённый пункт | Тип населённого пункта       | Население |
| -- | ---------------- | ---------------------------- | --------- |
| 1  | Бессоновка       | деревня                      | ↘259      |
| 2  | Вельможка        | село                         | ↘68       |
| 3  | Воля             | посёлок                      | ↘29       |
| 4  | Гавриловка 1-я   | село                         | ↗510      |
| 5  | Гавриловка 2-я   | село, административный центр | ↘2666     |
| 6  | Ивановка         | село                         | ↘239      |
| 7  | Липяги           | деревня                      | ↘2        |
| 8  | Рыбный           | посёлок                      | ↘77       |
| 9  | Садовый          | посёлок                      | ↗168      |
| 10 | Сурки            | деревня                      | ↘184      |